# قانون مدينة الفاتيكان
يتكون قانون دولة الفاتيكان من أشكال عديدة، وأهمها القانون الكنسي للكنيسة الكاثوليكية.  تخضع أجهزة الدولة للقانون الأساسي لدولة الفاتيكان. ينظم قانون الإجراءات الجزائية المحاكم، وتنظم معاهدة لاتران العلاقات مع الجمهورية الإيطالية.

## القانون الكنسي
يعتبر القانون الكنسي للكنيسة الكاثوليكية هو القانون الأسمى في النظام القانوني المدني لدولة الفاتيكان. المحكمة العليا للتوقيع الرسولي، وهي إحدى دوائر الكوريا الرومانية وأعلى محكمة قانونية، هي أيضًا محكمة النقض النهائية في النظام القانوني المدني لدولة الفاتيكان. وتشمل اختصاصاتها الطعون المتعلقة بالإجراءات القانونية والاختصاص القضائي. وفقًا لقانون أصدره البابا بندكت السادس عشر عام 2008، فإن النظام القانوني المدني لدولة الفاتيكان يعترف بالقانون الكنسي كمصدر أول للقواعد والمبدأ الأول للتفسير. صرح البابا فرانسيس أن مبادئ القانون الكنسي ضرورية لتفسير وتطبيق قوانين دولة مدينة الفاتيكان. 

## القانون الأساسي
يحكم القانون الأساسي الحكومة المدنية لدولة الفاتيكان.
القانون الأساسي لدولة الفاتيكان، الذي أصدره البابا يوحنا بولس الثاني في 26 نوفمبر 2000، يتكون من 20 مادة وهو القانون الدستوري لدولة الفاتيكان. وقد حصل على قوة القانون في 22 فبراير 2001، عيد كرسي القديس بطرس، واستبدل بالكامل القانون الأساسي لمدينة الفاتيكان الذي أصدره البابا بيوس الحادي عشر في 7 يونيو 1929. تم إلغاء جميع القواعد المعمول بها في دولة الفاتيكان والتي لم تكن تتفق مع القانون الجديد وتم إيداع الأصل للقانون الأساسي، الذي يحمل ختم دولة الفاتيكان، في أرشيف قوانين دولة الفاتيكان وتم نشر النص المقابل في الملحق الخاص بـ أعمال الكرسي الرسولي. 
في أبريل 2023، أصدر البابا فرانسيس قانونًا أساسيًا جديدًا، ودخلت هذه النسخة الجديدة حيز التنفيذ في نفس العام.

## قانون الكوريا
يحكم الدستور الرسولي إعلان البشارة الكوريا الرومانية التي تساعد البابا في حكم الكنيسة الكاثوليكية.  

## القانون المدني والجنائي
يعتمد معظم القانون المدني والجزائي - على النقيض من القانون الكنسي ذي الآثار المدنية - على القانون الإيطالي الصادر عام 1889. لقد أصبح قديمًا في كثير من النواحي. وقد تم تعديل هذا القانون بشكل كبير في عام 2013 ليشمل عددًا من اتفاقيات الأمم المتحدة التي وقعتها الدولة على مر السنين، بالإضافة إلى تحديثه. يتضمن قانون العقوبات الآن تفاصيل محددة تحدد جريمة غسيل الأموال، وقائمة صريحة بالجرائم الجنسية، وانتهاك السرية. منذ إلغاء عقوبة السجن مدى الحياة من قبل البابا فرانسيس في عام 2013، فإن العقوبة القصوى هي السجن لمدة تتراوح بين 30 إلى 35 عامًا.
في عام 2008، أعلنت دولة الفاتيكان أنها لن تعتمد بشكل تلقائي القوانين الإيطالية الجديدة، وذلك لأن العديد من القوانين الإيطالية تبتعد عن العقيدة الكاثوليكية. وجاء هذا الإعلان في أعقاب الصراع بشأن قضايا الحق في الحياة في أعقاب قضية إيلوانا إنجلارو. ينص القانون الحالي على قبول القوانين الإيطالية تلقائيًا باستثناء المعاهدات الثنائية أو تلك التي تتعارض بشكل حاد مع القانون الكنسي الأساسي. وبموجب الإجراء الجديد، سوف يقوم الفاتيكان بدراسة القوانين الإيطالية قبل أن يقرر ما إذا كان سيعتمدها أم لا. ومع ذلك، وبما أن الفاتيكان لم يقبل دائمًا القوانين الإيطالية بموجب الإجراء القديم، فإن القليل قد تغير، حيث وصف أحد المعلقين في الصحف الإعلان بأنه "تحذير مقنع" للحكومة الإيطالية. 
في 29 مارس 2019، بعد شهر واحد من انعقاد قمة الفاتيكان التاريخية حول الاعتداءات الجنسية،  أصدر البابا فرانسيس قانونًا جديدًا لمدينة الفاتيكان يتطلب من مسؤولي مدينة الفاتيكان، بما في ذلك أولئك الموجودون في الكوريا الرومانية،  والسفراء الأجانب التابعين لحكومة الفاتيكان، الإبلاغ عن الاعتداءات الجنسية. إن عدم القيام بذلك قد يؤدي إلى غرامة تصل إلى 5000 يورو (حوالي 5600 دولار أمريكي) أو، في حالة أحد ضباط الدرك في الفاتيكان، ما يصل إلى ستة أشهر في السجن.  كما تم زيادة قانون التقادم من 4 سنوات إلى 20 سنة، وسيتم فصل أي موظف في الفاتيكان يثبت إدانته على أساس إلزامي.  في 9 مايو 2019، صدر قانون جديد للعاملين والعاملات في الكنيسة ليس فقط في الفاتيكان، بل في جميع أنحاء العالم للكشف عن أي تقرير عن الاعتداء الجنسي.   
في فبراير 2021، عدّل البابا فرانسيس المواد 17 و376 و379 من قانون العقوبات للفاتيكان. "قد تؤثر هذه التغييرات على محاكمة الفاتيكان الوشيكة للسيدة الإيطالية سيسيليا ماروغنا البالغة من العمر 39 عامًا، والتي اتُهمت بالاختلاس، وهو ما تنفيه." 
في أبريل 2021، نشر البابا فرانسيس رسالة رسولية خاصة لتغيير بعض المواد حتى تتمكن محكمة مدينة الفاتيكان من محاكمة الكرادلة والأساقفة. 

## القانون الدولي
يتمتع مسؤولو دولة الفاتيكان بالحصانة الدبلوماسية بموجب القانون الدولي. ومن ثم، إذا اتُهموا بارتكاب جريمة في بلدهم المضيف، يتم استدعاؤهم عادةً إلى دولة مدينة الفاتيكان لمواجهة محاكمة مدنية، وإذا لزم الأمر، لمواجهة محاكمة قانونية في مجمع عقيدة الإيمان أو الدائرة المختصة.  لكن بموجب الدستور الرسولي لعام 2022، ضعفت سلطة مجمع الأساقفة الكاثوليك، وانضمت اللجنة البابوية لحماية القاصرين إلى الكوريا الرومانية بسلطة أكبر أيضًا. إن "الدائرة العليا" الجديدة التي تعمل على تعزيز التبشير تعمل الآن كمؤسسة رئيسية في الكوريا الرومانية.  

## القضاء
يتكون النظام القضائي في مدينة الفاتيكان من:  
- قاض وحيد ذو اختصاص محدود
- محكمة مكونة من أربعة أعضاء
- محكمة الاستئناف بأربعة أعضاء
- محكمة النقض والتي تتكون من ثلاثة أعضاء وهي المحكمة العليا لدولة الفاتيكان

وتمارس العدالة باسم الحبر الأعظم.
في مارس 2020، أُعلن أن البابا فرانسيس وقع على مرسوم جديد ليصبح قانونًا في 13 مارس 2020، والذي يهدف إلى إصلاح النظام القضائي في الفاتيكان. يحدث المرسوم الخاص القوانين التي تحكم النظام القضائي في الفاتيكان ويحل محل النظام القضائي السابق الذي تأسس في عام 1987.  وقد نص على إنشاء رئيس لمكتب تعزيز العدالة (مكتب المدعي العام)، ووضع إجراءات موحدة للإجراءات التأديبية المحتملة ضد المحامين المعتمدين. 

### القاضي الوحيد ومستويات المحكمة
ويجب أن يكون القاضي الوحيد مواطنًا من الفاتيكان، ويمكنه في الوقت نفسه أن يخدم كعضو في المحكمة. تتكون المحكمة نفسها من رئيس وثلاثة قضاة آخرين (ومع ذلك، يتم الاستماع إلى القضايا في هيئة قضائية مكونة من ثلاثة قضاة). يعمل مدافع العدالة كمحامي في المحكمة وفي محكمة القاضي الوحيد. إن أعضاء المحكمة والقاضي الوحيد والمدافع عن العدالة هم جميعًا من رجال القانون العلمانيين ويتم تعيينهم من قبل البابا. ومن بين الأعضاء السابقين، على سبيل المثال، القاضي الوحيد بييرو أنطونيو بونيه أو رئيس المحكمة جوزيبي دالا توري، اللذين جلسا في قضايا تتعلق بفضيحة تسريبات الفاتيكان في عامي 2012 و2016 على التوالي.
في 7 مايو 2015، عيّن البابا فرانسيس قاضيًا في المحكمة الكنسية لدولة مدينة الفاتيكان، لوسيو بانيرجي، رجل دين من أبرشية تريفيزو، في تريفيزو، إيطاليا، وباولو سكيولا، من أبرشية فيجيفانو، ليعمل ككاتب عدل في نفس المحكمة؛ وهما مسؤولان في قسم الشؤون العامة في أمانة دولة الكرسي الرسولي.  في 30 سبتمبر 2017، عيّن البابا فرانسيس دينيس بودو، أحد مسؤولي التوقيع الرسولي وكاهنًا في أبرشية ليون في ليون، فرنسا، نائبًا قضائيًا للمحكمة الكنسية لدولة مدينة الفاتيكان. 

### محكمة الاستئناف
تتكون محكمة الاستئناف من الرئيس وثلاثة قضاة آخرين (على غرار المحكمة، يتم الاستماع إلى القضايا في هيئة مؤلفة من ثلاثة قضاة). يتم تعيين أعضاء محكمة الاستئناف من قبل البابا لمدة خمس سنوات وهم من رجال الدين والعلمانيين. إن القاضي المشرف على محكمة الاستئناف في مدينة الفاتيكان هو حاليًا، منذ تعيينه من قبل البابا فرانسيس يوم الأربعاء 12 يونيو 2013، البروفيسور رافاييل كوبولا، أستاذ كلية الحقوق في جامعة ولاية باري في باري بإيطاليا، وعضو نقابة المحامين للقانون الكنسي والمدني في الكرسي الرسولي. 

### محكمة النقض
محكمة النقض هي المحكمة العليا لمدينة الفاتيكان. حتى عام 2023، كانت المحكمة تتكون من ثلاثة قضاة: رئيس، كان بحكم منصبه رئيسًا للمحكمة الرسولية (المحكمة الكنسية العليا للكنيسة)، واثنين من الكرادلة الآخرين (يعينهم الرئيس) وكانوا أيضًا أعضاء في المحكمة الرسولية.  وفي أبريل 2023، قام البابا فرانسيس بتغيير القانون بحيث أصبح تعيين القضاة من اختصاص البابا فقط. ونتيجة لهذا التغيير، أُقيل الكاردينال دومينيك مامبيرتي، رئيس محكمة النقض، من منصبه.  عيّن فرانسيس العديد من الكرادلة الذين لا يملكون خبرة في القانون الكنسي أو المدني في المحكمة، وعيّن الكاردينال كيفن فاريل، رئيسًا للمحكمة. 
بالإضافة إلى القضاة الأساسيين، يجوز تعيين علماء القانون العاديين كقضاة مساعدين للمحكمة. 
قبل عام 2021، كان الكرادلة والأساقفة يتمتعون بامتياز خاص يتمثل في محاكمتهم أمام محكمة النقض فقط، دون المرور أولاً بالمحاكم الأدنى. ومع ذلك، في عام 2021، قبل وقت قصير من توجيه الاتهام إلى الكاردينال أنجيلو بيتشيو بارتكاب جرائم مالية، ألغى فرانسيس هذا الامتياز، وعدل القانون المدني للفاتيكان لجعل المحكمة الأدنى مختصة بالحكم في القضايا، باستثناء القضايا المدنية، "التي تنطوي على أبرز الكرادلة وأفضل الأساقفة" بموافقة مسبقة من البابا.

## التجارب البارزة
في 14 أكتوبر 2020، بدأت أول محاكمة جنائية شخصية على الإطلاق للاعتداء الجنسي داخل أسوار مدينة الفاتيكان، والتي قامت بها أيضًا دولة مدينة الفاتيكان نفسها، وشملت كاهنًا متهمًا بالاعتداء الجنسي على طالب سابق في معهد القديس بيوس العاشر للشباب بين عامي 2007 و2012 وآخر للمساعدة والتحريض على الاعتداء.    وكان المتهم بالإساءة، القس غابرييل مارتينيلي، 28 عامًا، طالبًا في معهد ديني وأصبح منذ ذلك الحين كاهنًا. المتهم الآخر هو القس إنريكو راديس، رئيس المدرسة السابق البالغ من العمر 72 عامًا، والذي اتُهم بالمساعدة والتحريض على الإساءة المزعومة.  في 6 أكتوبر 2021، برأت محكمة الفاتيكان كل من مارتينيلي وراديس.  

## السجن
لدى قوات الدرك الفاتيكانية عدد محدود من زنزانات السجن.  يتم احتجاز المجرمين المدانين في السجون الإيطالية بموجب شروط معاهدة لاتران. 

## روابط خارجية
- "البحث في قانون دولة الفاتيكان"
- دليل مكتبة الكونجرس للقانون عبر الإنترنت: الكرسي الرسولي
- "الرسالة الرسولية الصادرة عن البابا فرنسيس بشأن اختصاص السلطات القضائية لدولة الفاتيكان في المسائل الجنائية" ، 11 يوليو/تموز 2013.